# 仁安羌之战
仁安羌之战或称仁安羌大捷，是第二次世界大战期间发生在缅甸战役中的一场战斗，是缅甸战役的一部分。中國远征军第113团在团长刘放吾指挥下，在此役中擊敗日軍，是中国远征军首次在境外取得的胜利，解救了被日军包围的英军官兵7,000多人，救出了被俘的英军及美国传教士和新闻记者、平民等500多人。

## 背景
1942年初，日本攻佔马来亚后，开始攻打缅甸。当时缅甸是英国的殖民地，西屏英属印度，北部和东北部与中国的西藏和云南接壤。具有重要的战略地位。1942年日本用于进攻缅甸的军队大约有6万人，大大超过英国在缅甸的防务力量。
3月8日，日军占领缅甸首府仰光。3月到4月间，日军计划进攻重镇曼德勒，企图切断滇缅公路。此前，在英国的求助下，中国方面以杜聿明为代理司令长官，由同盟國中國戰區参谋长史迪威指挥，集合中国精锐力量的中国远征军约10万人向缅甸进发。仁安羌大捷就发生在中国远征军的第一次远征期间。
- 日军第十五军：司令官饭田祥二郎中将 参谋长谏山春树少将 副参谋长守屋精尔大佐
  - 第33师团 师团长樱井省三中将　参谋长村田孝生大佐 第33步兵团 团长荒木正二少将
    - 第213联队联队长宫胁幸助大佐
    - 第214联队联队长作间乔宜大佐
    - 第215联队联队长原田栋大佐
    - 山炮第33联队联队长福家政男大佐
    - 工兵第33联队联队长八木茂大佐
    - 辎重兵第33联队联队长陈田百三郎大佐

  - 第55师团师团长竹内宽中将　参谋长加藤源之助大佐。第55步兵团团长堀井富太郎少将率领步兵团司令部、第144联队、骑兵第3中队、山炮兵第1大队、工兵第1中队、辎重第2中队、编成了南海支队。由日本乘船直接至小笠原群岛的母岛，作进攻关岛的准备
    - 第112联队联队长小源泽幸藏大佐
    - 第143联队联队长宇野节大佐
    - 第144联队联队长楠濑正雄大佐
    - 骑兵第55联队联队长川岛吉藏大佐
    - 山炮第55联队联队长宇贺武大佐
    - 工兵第55联队联队长外贺犹一中佐
    - 辎重兵第55联队联队长清平治大佐

## 经过
1942年3月，日军占领仰光后，以第55、33，后调入18、56，共4个师团的兵力，分3路北进缅甸腹地。 中国远征军第五军在同古、曼德勒与日军第55师团正面作战。远征军第六军在左翼毛奇、雷列姆一线阻击日军第56师团、第18师团。英军则以右翼伊洛瓦底江沿线为主要守备区。日军占领同古后，右翼英缅军一师、英印17师一路北退，4月9日黄昏开始，日军第33师团下令兵分三路，以作间乔宜率领之第214联队、山炮兵第3大队等约3,000人（后回复4,000人）为先遣队，迅速占领仁安羌油田附近，断绝英军后路；并以荒木正二率领步兵团司令部、步兵第213联队、山炮兵第33联队等部从后追击；原田栋率领步兵第215联队、轻装甲车队、山炮兵第7中队、独立混成第21旅团炮兵队等部从伊洛瓦底江水运北上登陆至仁安羌，企图将英缅军一师包围于仁安羌油田东北、平墙河以南地区。4月16日午夜，作间部队推进到仁安羌以东5公里，并于17日凌晨分别在凯敏与仁安羌东北角三岔路口切断了公路。英缅军总司令命已在平墙河以北的装甲部队打通公路，但北岸渡口已經被日軍高延大隊佔據。英帝國緬甸軍軍長斯利姆將軍急電远征军求援，请求支援被包围在仁安羌的英军。
远征军113团刘放吾部距仁安羌最近，之前4月14日羅卓英应英军要求，指示命孙立人接应英军，孫立人命第一一三團劉放吾團長，前往馳援。4月16日下午四時，劉放吾率部趕到巧克伯當。4月17日，英帝國緬甸軍軍長斯利姆將軍聽說中國遠征軍113團已抵達巧克伯當，精神一振並立即驅車前往會晤，斯利姆在其回忆录《反敗爲勝》中描述了會見劉放吾團長並下達命令的情形：“我在巧克柏當村裏一棟殘存的建築物樓上見到劉團長。他相當清瘦，方正的臉上透出剛毅；他佩戴一副野戰眼鏡及一把駁殼槍，我們通過英軍翻譯官介紹握手後，旋即攤開地圖言歸正傳。在敘述戰況之間，團長給我的印象是反應敏捷。他了解我要他率團立即搭乘已備妥的卡車，迅速開往平牆河，我告訴他計劃於18日清晨渡河攻擊，以呼應英緬軍一師突圍。”在解釋完情況及下達命令後，斯利姆要求立即行動，但“他說若非經孫師長下令，他不能離開巧克柏當”，斯利姆解釋：“孫將軍已受令歸我指揮，如果他在此地我會對他下令，他也會遵命。”劉團長雖然同意斯利姆將軍的說法，卻依然堅持要孫師長同意，在堅持一個半小時後“他終於露出微笑，而且同意照辦。他爲何改變主意我不得而知，猜測在我們對談間，進出房間的官兵已將消息傳達孫將軍，並獲肯定回音”，“他一旦付諸行動，我簡直無懈可擊，事實上在往後幾天我相當激賞他的表現”。
劉放吾多年後回憶當時的情況，他出示紙張已經泛黃，筆跡卻因妥善保存而依舊清晰的斯利姆手令，解說這段鮮為人知的歷史：斯利姆於4月17日上午11時簽字發出的手令：「致113團團長劉放吾上校：茲派貴官率領全團，乘汽車至平墻河地區，在該處，你將與安提斯準將會合，他將以所有戰車配合你；你的任務是，攻擊並消滅平墻河北岸約2英里公路兩側之敵。威廉·斯利姆中將，1942年4 月17日11時。」劉放吾證實斯利姆來到巧克伯當的團部，他說：「我並不知道新38師劃歸史林姆指揮，他的命令又寫在很隨便的一張紙條上，很難令人相信…所以一直到以無線電與在曼德勒的孫師長連絡確定後，我們馬上奉命行事。

。第一一三团在团长刘放吾率领下抵达仁安羌平牆河北岸，并与当晚与日军交火。高延大隊在第一一三團的壓力下撤回平牆河南岸，僅留一中隊駐守北岸。
斯利姆將軍深知這場戰役的成敗，完全取決於劉團長的指揮與部署。在18日拂曉攻擊前，斯利姆將軍對劉放吾團長領導攻擊還有些不放心，他擔心劉團長還會出現17日受命時的遲疑。斯利姆將軍將這點疑慮告知於18日早晨趕到前線的孫立人將軍，孫將軍表示：「我們去看看」。這一視察讓斯利姆對劉放吾團長印象更為深刻，在《反敗為勝》中，斯利姆記載道：“劉上校似乎窺出我的心意，他說：‘到營部看看。’在相當接近前線的營部，他經由孫將軍翻譯解釋連隊部署，對軍隊的部署我相當滿意並準備後退之際，劉上校說：‘我們再往連部走走。’斯利姆將軍大吃一驚：‘我不確定在戰鬥即將開始的一刻，我該接近連部，但為了面子，雖然不情願，我還是涉水到達連指揮所。’斯利姆甫抵達指揮所，攻擊的槍炮聲頓起。“上校轉身看著我，我真擔心他會說要到排部去。所幸他未再提議，只是望著我露齒而笑。”對劉團長的表現，斯利姆的評語是：“只有優秀幹練的軍人，才能在槍林彈雨中面無懼色，露齒而笑。” 
十八日凌晨，113團在協同作戰的英軍戰車及配屬炮兵（當時英軍有一個重炮隊及一個戰車隊，十二輛十八噸的坦克都歸劉團長指揮）掩護下，向平牆河北岸的日軍採取兩翼包圍態勢，開始攻擊。這樣一來，敵軍包圍了英軍，我軍包圍了日軍，日軍腹背受敵，勢至不利，但仍恃其精良配備，負隅頑抗，同時以巨炮及飛機向我軍陣地猛烈轟射。我軍以昂揚鬥志，必勝信念以及熾烈火力，除施以兩面夾擊外，並向敵正面反覆衝殺，直到午後四時，敵軍傷亡慘重，終於放棄陣地，紛紛涉水逃竄。當天晚上，我軍一面就已佔領各要點，徹夜固守，以防敵人反攻，一方面派小部隊向當面之敵作擾亂攻擊。

19日凌晨，刘放吾团长指挥全团趁黑渡过平墙河，扑向日军阵地，此时的战斗较之18日更为激烈，113团士兵与日军短兵相接，凭借平常精良的训练与日军展开厮杀，将生死置之度外。日军多年来与中華民國军队作战几乎都是采取进攻态势，充满骄兵心态，日军第33师团自仙台编成离开日本后，从中華民國内地、东南亚一路横扫过来没有打过败仗，从来没遇到敢这样主动向他们发起进攻且战斗力十足的中華民國军队，本占兵力优势的日军尽被打懵了头。
但日军毕竟训练有素，其指挥官迅速调集兵力增援，拼命将113团阻截在平墙河南岸距离最后一道封锁线敦贡村（Twingon）约阵地，使得113团对南岸阵地的争夺难度超过预期。从早上8点到午后1点，两军顶着超过的高温酷热对平墙河南岸制高点501高地展开数次拉锯，每次阵地丢失，日军即以大队飞机和火炮向113团猛烈轰炸和炮击，日军侧面包抄的增援部队在战机大炮掩护下也全线向阵地反扑，随着战事延展，日军兵力不断投入到南岸501高地一线，两军继续展开白刃肉搏，在501及周边数座小山头间反复冲杀，战斗趋于白热化。
处在主力梯队指挥部队的刘团长明白此战已无路可退，只能同日军决一死战，透过指挥网指挥各营连长官率部反复冲杀，不断打退日军疯狂的反扑。刘放吾两次在上海直接面对凶顽的日军，累积相当的对日作战经验，今次指挥劣势兵力向日军发动攻势作战，流淌在军人血液中那种战斗至死的精神，使他和逆境中的113团全团战士爆发出巨大能量，与日军殊死相搏在异国的土地上。
血战至午后一时，刘团长终于指挥113团攻下日军设在平墙河南岸的第二道封锁线，占领控制整个战场的501战略高地，再于午后三时攻入最后一道封锁线敦贡村，自此油田区全部为我军克复，英军主力得以突围而出，被俘官兵及被困英美传教士、记者和侨民等亦陆续被救出，战至黄昏，日军被彻底击溃，纷纷溃逃至仁安羌镇区南部等待师团主力增援。
英军大部突围后，日军33师团主力部队陆续赶至集中到仁安羌南部。213荒木联队于19日下午进入仁安羌，215原田部队于20日凌晨登陆仁安羌， 此时解围战斗已基本结束。如果不是刘放吾团长指挥113团拼死为英军及时打开日军封锁，待日军主力追至完成合围，战场形势会完全改观，被围英军后果将不堪设想，生死仅在一线之间。
后来，这批逃出生天的英军大部分在那场对盟军整个CBI战区乃至整个二战进程都有深远影响的一役——英帕尔（Imphal）会战中发挥至关重要作用，亚洲的敦克尔克由此而来。
整个仁安羌解围战，刘放吾团长指挥所部113团以不足一团仅八百余人之兵力，在一部分英军战车、重炮协同下击溃优势兵力之日军，击毙日军数百名，另俘虏日军3名，掳获敌旗帜武器弹药等甚多，救出被围数日之英军7000余人、为数甚多的马匹，另有被俘、被困之官兵、英美新闻记者、传教士和平民等500余人均亦安全脱险，并夺回被敌军掳去之英方辎重及汽车百余辆，均悉数交还英方，缔造震惊中外之仁安羌大捷，实为我远征军入缅作战史上最光荣之一页。在这场解围战中，113团也付出营长张琦、连长顾纪常、刘竹秋、庄陶等共202名官兵牺牲的代价，其中负责主攻的第1营伤亡最大。
113团的胜利，得到蒋委员长的肯定，授六等雲麾勳章表彰劉放吾，对缅甸战局的好转亦有所期待。於解圍戰鬥結束後，20日的日记有如次记载，曰：我孙立人师之刘团在叶南阳（按：仁安羌）油田中心区击退敌军，救出英缅军7,000人，而叶南阳亦得克復，经此一战，乃缅战转胜之机乎？更在日記的最後一段特別寫道明天預定要做的四件事，「預定一」就是「電獎劉團長」 。次日，蔣中正親筆擬寫一份嘉勉電讓侍從室回復羅卓英轉達到劉放吾，並讓劉放吾將陣亡官兵姓名詳報以憑敍勛，通令全團再接再勵，奮勇致果以竟全功，用副厚望。
另外，在仁安羌大捷发生八个月之后，中华民国政府分别与美国、英国在华盛顿、重庆签定了平等互惠条约，以取代旧时之不平等条约，为中英南京条约后中國的百年屈辱，画下句点，亦显见国际社会重视我军对此役的贡献。

## 后记
這場戰役，在國民政府官方稱為「仁安羌大捷」，中國遠征軍以寡擊眾的輝煌戰果，轟傳國際，盟軍因此士氣大振（被113團救出來的各國記者，都以親身經歷報導中華民國軍隊英勇無比，戰勝七倍於己的敵人的經過）。
1943年，英國官方為了顧全“面子”，發表一份抹殺事實的公報稱：“英國軍隊自己從困難環境中解救了出來”。在私底下，亞歷山大和史林姆二將軍又都以個人名義在1943年5月3日各派專人給中華民國孫立人將軍送“感謝信”，並代表英皇喬治六世向孫立人將軍頒發“大英帝國司令勛章”（CBE）。副師長齊學啟及劉放吾等也獲得英國政府的嘉獎。
國民政府蔣中正委員長則頒授四等雲麾勳章表彰孫立人、六等雲麾勳章表彰劉放吾。美國總統羅斯福亦授予孫立人豐功勳章。
因為此役的勝利歸功於中華民國國軍，1992年(民國81年4月)仁安羌大捷50週年，英国前首相玛格丽特·撒切尔夫人趁訪美之便，特別到美國芝加哥會見定居洛杉矶的新三十八师第一一三团团长刘放吾将军，當面致謝。
中华民国国防部也在半个世纪后，给刘放吾将军补发了一枚陆海空军甲种一等奖章。
2011年12月23日，中华民国总统马英九颁发总统褒扬令，表彰已故陆军少将刘放吾，表彰他参与一二八淞沪会战、八一三上海会战等重大战役，以及于缅甸仁安羌力战日军，为盟军解围的卓越贡献。
2012年9月16日，英国二战英缅第一师費茲派翠克（Gerald Fitzpatrick）上尉（回憶親身經歷，分別完成《No Mandalay, No Maymyo-79 Survivors》及《Ditched in Burma》兩本著作，還原緬甸作戰真相，並致函英國首相及外長，籲請該國政府正視歷史，承認並重視中華民國國軍於此役的犧牲與貢獻。中華民國國防部已收藏兩本著作，做為此役重要史料；費茲派翠克上尉之第三本著作《Chinese Saves Brits in Burma》特別版，係以中華民國建國百年紀念盤式樣做為封面）親自造訪劉將軍後人，到美国，向当时领导中華民國远征军113团团长刘放吾的长女刘伟华、次子刘伟民，当面致谢。中华民国驻美代表处军事代表团团长黎贤圣少将，17日也以一面中华民国国防部建国百年纪念牌赠与费兹派翠克，感谢他著书还原仁安羌战役历史真相。
2013年1月13日，刘放吾将军后人劉偉民和親人結合各方人士，排除萬難，在緬甸马圭省仁安羌戰役最激烈的501高地建立的「仁安羌大捷紀念碑」落成（馬英九頒發給劉放吾的總統褒揚令、英緬軍總司令褒揚詞、孫立人將軍褒揚詞均刻上仁安羌大捷紀念碑），劉放吾後代、兩岸的抗戰專家學者等60余人，重回現場，出席見證“仁安羌大捷紀念碑塔”揭幕。了卻劉放吾將軍生前的心願。碑文由蔣介石孫子蔣孝嚴題字，親臨現場見證揭碑儀式的還有來自美國的劉放吾長女劉偉華、女婿孫伯泉，周恩來侄女周秉德、抗日時領導救國文藝活動的郭沫若之女郭平英、淞滬會戰時率800壯士堅守四行倉庫，後遇刺身亡的謝晉元將軍之子謝繼民、中國遠征軍第一次入緬作戰時壯烈犧牲的第200師師長戴安瀾之子戴澄東。台灣方面有退役中將陳興國、前空軍官校校長陳盛文中將等八位退役將官，及杜聿明中將之女杜致廉；身為台灣女婿的美國駐緬甸大使米德偉，也送花奠祭忠魂。。
1月15日，仁安羌戰役陣亡的202名將士靈位由緬甸回到中國大陸。因多數陣亡將士皆來自湖南，7月7日，中華人民共和國政府，於南嶽衡山忠烈祠舉辦盛大儀式，將靈位入祠南嶽忠烈祠。上千湖南父老鄉親夾道相迎，銘記歷史緬懷抗戰先烈。南嶽忠烈祠是當年抗戰時期國民政府爲紀念抗日陣亡将士建造的大規模烈士祠墓陵園，也是中國遠征軍的靈位第一次進入忠烈祠。
劉偉民在完成将父辈英靈送返故里的使命后表示：“從緬甸的仁安羌到衡陽，不能算是一個很長的旅程，卻花了整整71年漫長的歲月，父親的子弟兵終于回到他們的家鄉。我有幸能夠陪伴前輩英靈走完回鄉的最後一程，今後，烈士英靈在湖南衡山忠烈祠能長眠安息。在這裡有祖國的風，祖國的雲，同胞們的關懷，家人的溫馨。也希望後代子孫永遠記得這一場戰役、記住這一段歷史。”
2013年2月27日，馬英九在台灣接見英國退役老兵費茨派垂克伉儷時，對其還原歷史所做的貢獻，表達了高度謝忱。馬英九向英老兵提到，「劉放吾將軍與113團官兵的英勇事蹟，一直隱沒逾半世紀之久，直到1992年，英國前首相柴契爾夫人造訪劉將軍，此事蹟才公諸於世。其後我政府也特別頒發劉將軍褒揚令，表彰渠卓越貢獻。」馬英九又指出，「此役我軍雖擊退日軍，但傷亡慘重，且時值第二次世界大戰，戰場異常艱辛，我軍能於其時贏得第一場勝仗，不但盟軍士氣大振，亦為抗戰史上境外取勝之首役，極具正面意義。盟軍對中華民國國軍刮目相看，大幅提升中華民國的國際地位，英美兩國也因此決定在民國32年1月11日，聯袂廢止近百年的不平等條約，另訂平等新約。」「國軍遠赴緬甸對日作戰另一重要意義，在於讓故總統蔣中正得以中國戰區最高統帥身分，在當年底應邀至埃及參加開羅會議，並與英美元首共同發表開羅宣言，確認「日本竊自中國的領土，例如東北四省、台灣、澎湖列島，必須歸還中華民國」。
2013年5月5日中華民國立法院國防外交委員會立委陳鎮湘、詹凱臣、楊應雄等，為表彰遠征軍官兵忠烈事蹟，提案建請成立專案小組，迎返當年赴緬甸地區抗戰陣亡將士英靈，以慰藉忠靈。陳鎮湘指出，八年抗戰期間，除了國境內的國軍艱苦奮戰，中華民國遠征軍在印、緬地區與同盟國並肩作戰，阻斷日本西進與軸心國串聯，對整個二次大戰局勢有重要影響，進而奠定同盟國的勝機，功不可沒，也受到盟國高度推崇。馬英九總統支持，國防部與外交部、僑務委員會共同成立跨部會專案小組，並由出生於緬甸的靈鷲山心道法師大力協助。
2014年8月24日中華民國重返緬甸北部密支那主戰場實施招魂，心道法師也邀請眾多高僧於當地寺廟舉行隆重誦經超渡儀式，以酬慰漂泊異域70載的忠魂，許多僑胞紛紛主動參加祭祀典禮，感念遠征軍英烈精神。8月27日，中華民國國防部部長嚴明在臺灣臺北圓山的國民革命軍忠烈祠迎接約10萬遠征軍官兵英靈，擔任「緬甸境內中華民國遠征軍陣亡將士總牌位返國迎靈暨入祀典禮」主祭，立委、官員、當時參戰官兵代表及戰史學者等陪祭。
民國103年(2014年)9月3日中華民國軍人節(1945年9月3日日本在南京向中華民國政府遞交降書，第二次世界大戰結束)。馬總統率副總統、五院院長、文武官員在「中樞秋祭忠烈殉職人員典禮」上，秋祭陣亡將士，也祭拜在緬甸英勇犧牲的遠征軍英靈，是中華民國元首第一次在自己國土祭拜緬甸遠征軍英靈。馬總統特別指示國防部播放日前國防部前往緬甸迎接遠征軍英靈的紀實影片，藉此強調「國軍的犧牲奉獻與中華民國的生存發展息息相關、緊緊相連，無論是北伐、抗日、光復台灣、保衛台灣，國軍對國家的貢獻，在歷史上永難磨滅」。而孫立人將軍的兒子及劉放吾將軍的兒子，也都來參加中華民國臺灣中樞秋祭。

## 平反
中華民國監察院調查報告為孫立人平反，相關歷史也重新被重視。
但孫立人將軍的兒子表示，這是遲來的正義，對於外界主張孫立人應入祀忠烈祠，孫天平說，按規定陣亡將士入祀忠烈祠，父親並非陣亡，不需要入祀忠烈祠，更不希望因此違反國家規定。孫天平說，父親所作所為不為金錢及名譽。

## 刘放吾将军纪念网
为纪念刘放吾将军，传承中国远征军历史，刘放吾后人建立“刘放吾将军纪念网”http://www.liufangwu.com/index.html （页面存档备份，存于）
集史料档案、学者专著、图片影像、媒体报道等一体，是了解和研究刘放吾将军生平及远征缅甸指挥取得仁安羌大捷的权威性资料网站。